# Püspöki Kongregáció
A Püspöki Kongregáció (latinul: Congregatio pro Episcopis), régebbi nevén Konzisztoriális Kongregáció a Római Kúria egyik hivatala (dikasztériuma), amely elsősorban a katolikus püspöki szolgálatot felügyeli.

## Története és feladatköre
A Püspöki Kongregációt V. Szixtusz pápa alapította, 1588. január 22-én Egyházalapítás és Konzisztoriális Betöltés Kongregációja néven. Később neve Konzisztoriális Kongregáció névre rövidült. X. Piusz pápa feladatkörét módosította, majd VI. Pál pápa módosította nevét a mai Püspöki Kongregációra. A kongregáció vezetője hosszú időn át maga a pápa volt. Ezt a feladatkörét az 1917-es Egyházi Törvénykönyv megerősítette. Saját prefektussal csak a II. Vatikáni Zsinat után 1967-ben kapott.
X. Piusz pápa jogkörébe utalta a püspökök kiválasztásának elősegítését (a püspököket a pápa nevezi ki, a kongregáció a személyre csak javaslatot tesz), egyházmegyék és káptalanok alapítását, valamint az egyházmegyék és a szemináriumok feletti felügyeletet.
II. János Pál pápa feladatkörét 1985-ben módosította, amikor is megalapította Tábori Püspökségek Központi Összekötő Hivatalát. Később a Püspöki Kongregáció része lett a Pápai Latin-Amerikai Bizottság, de 1988. június 28-án jogköréből kivette és megalapította Vándorlók és Utazók Lelkigondozásának Pápai Tanácsát.
1988. június 28-án kelt Pastor Bonus kezdetű apostoli rendelkezésével II. János Pál pápa a Püspöki Kongregáció feladatkörét az alábbiakban határozta meg: 
- egyházmegyék alapítása, megszüntetése, határainak megváltoztatása
- tábori (katonai) püspökségek alapítása, megszüntetése
- címzetes és megyés püspökök kinevezésének előkészítése, lebonyolítása
- Ad limina (ötévenként rendszeres püspöki látogatás Vatikánban) látogatások előkészítése, elrendelése, lebonyolítása
- Helyi zsinatok, püspökkari dokumentumok, szabályzatok ellenőrzése
- személyi prelatúrák ügyei

## Vezetése

### Prefektusok
1966 előtt a kongregáció vezetője a mindenkori pápa volt. 
- Carlo Confalonieri (1966 - 1973)
- Sebastiano Baggio (1973 - 1984)
- Bernardin Gantin (1984 - 1998)
- Lucas Moreira Neves, O.P. (1998 - 2000)
- Giovanni Battista Re (2000 - 2010)
- Marc Ouellet, PSS (2010–2023)
- Robert Francis Prevost, OSA (2023–2025)[1]

### Titkárok
A Püspöki Dikasztérium titkára egyben a Bíborosi Kollégium titkára is. Pápaválasztás során a Dikasztérium titkára a konklávé titkáraként is eljár.
- Francesco Carpino (1961–1967)
- Ernesto Civardi (1967–1979)
- Lucas Moreira Neves, OP (1979–1987)
- Giovanni Battista Re (1987–1989)
- Justin Francis Rigali (1989–1994)
- Jorge María Mejía (1994–1998)
- Francesco Monterisi (1998–2009)
- Manuel Monteiro de Castro (2009–2012)
- Lorenzo Baldisseri (2012–2013)
- Ilson de Jesus Montanari (2013–jelenleg)[2]